# Joseba Llorente
Joseba Llorente Etxarri (född 24 november 1979 i Hondarribia, Baskien) är en spansk före detta fotbollsspelare som senast spelade för Real Sociedad som central anfallare.
Llorente innehar rekordet för det snabbast gjorda målet i La Liga. Den 20 januari 2008 slog han Dario Silvas gamla rekord med 0,18 sekunder i en match mot Espanyol. Det nya rekordet ligger på 7,82 sekunder.